# Lobzy (Ošelín)
Lobzy je malá vesnice, část obce Ošelín v okrese Tachov v Plzeňském kraji. Nachází se asi 2,5 kilometru jižně od Ošelína. Je zde evidováno 12 adres. V roce 2011 zde trvale žili dva obyvatelé.
Lobzy leží v katastrálním území Lobzy u Ošelína o rozloze 3,48 km².

## Historie
První písemná zmínka o obci pochází z roku 1115.

## Obyvatelstvo
| Rok            | 1869 | 1880 | 1890 | 1900 | 1910 | 1921 | 1930 | 1950 | 1961 | 1970 | 1980 | 1991 | 2001 | 2011 | 2021 |
| -------------- | ---- | ---- | ---- | ---- | ---- | ---- | ---- | ---- | ---- | ---- | ---- | ---- | ---- | ---- | ---- |
| Počet obyvatel | 87   | 102  | 95   | 92   | 104  | 94   | 81   | 32   | 56   | 10   | 8    | 3    | 6    | 2    | 17   |
| Počet domů     | 17   | 17   | 17   | 17   | 17   | 17   | 19   | 15   | 15   | 4    | 5    | 4    | 4    | 4    | 4    |

## Obecní správa
Při sčítání lidu v letech 1850–1959 Lobzy byly samostatnou obcí v okrese Stříbro. V letech 1960–1979 byly částí obce Ošelín v okrese Tachov. Od 1. ledna 1980 do 23. listopadu 1990 byly částí obce Svojšín v okrese Tachov. Od 24. listopadu 1990 jsou opět částí obce Ošelín v okrese Tachov.

## Pamětihodnosti
- kaplička